# David Munrow
David John Munrow (Birmingham, 12 de agosto de 1942 – Chesham Bois, 15 de maio de 1976) foi um musicólogo, professor, compositor, maestro, editor de música e multi-instrumentista britânico.

## Biografia
Filho único do professor de Educação Física Albert Davis Munrow e sua esposa Hilda Ivy, professora de História da Dança, David fez seus primeiros estudos na Escola King Edward VI em Birmingham. Mostrou uma precoce inclinação para a música e na juventude entrou no coro de meninos da Catedral de Birmingham, aprendeu piano, fagote e flauta doce, e participou de um conjunto de sopros mantido pela sua escola. Também se destacava em atividades atléticas e teatrais. Fez estudos secundários na escola Outward Bound em Ullswater, onde participou da orquestra e coro estudantil, e fundou uma escolinha de música que mereceu a atenção e o respeito de seus professores. Nesta época leu o livro Woodwind Instruments and their History, de Anthony Baines, que marcaria sua carreira e o levaria a uma dedicação preferencial aos instrumentos de sopro. Seu interesse pela música antiga pré-clássica foi despertado ao ouvir recitais do conjunto Musica Reservata na programação da rádio BBC, que abria espaço para esse repertório.
Ao completar os estudos tinha obtido uma sólida cultura literária, sendo aprovado em 1960 como reader Ver nota:  de Língua Inglesa na Universidade de Cambridge, planejando um mestrado, mas antes de iniciar recebeu uma bolsa para passar um ano no Colégio Markham, em Lima, Peru, onde desempenhou variadas tarefas, especialmente na biblioteca, e dinamizou a vida musical da instituição, além de promover a prática da flauta e dar recitais públicos e radiofônicos. Viajou por várias regiões sul-americanas coletando instrumentos folclóricos e estudando a música tradicional. De volta a Cambridge, começou suas atividades acadêmicas formais, mas teve acesso à importante coleção de instrumentos antigos da universidade e passava a maior parte do tempo envolvido com a música. Ficou especialmente interessado pelas similaridades que descobriu entre esse instrumental e os instrumentos folclóricos que trouxera da América, explorando suas capacidades. Apesar de ter recebido instrução em alguns instrumentos, tinha uma extraordinária facilidade para aprender e em muitos outros instrumentos foi um autodidata. Segundo Christopher Hogwood, ele chegou a dominar 42 instrumentos. Também organizou orquestras, recitais e palestras, e estabeleceu contatos com músicos que mais tarde fariam renome, como Colin Tilney, Peter Williams, David Atherton, Andrew Davis e especialmente Thurston Dart e Christopher Hogwood, que se tornaram seus principais amigos e colaboradores. Não demorou para ser reconhecido como um músico de grande talento e versatilidade, transitando entre o antigo e o contemporâneo, e como um especialista em instrumentos de sopro.
Em 1964 entrou para a Universidade de Birmingham, onde preparou uma tese sobre as canções setecentistas de Thomas d'Urfey. Em 1965 organizou na universidade um concerto com repertório e instrumentos antigos, do qual saiu consagrado. Segundo Anthony Lewis, diretor da Royal Academy of Music, "dizer que o impacto desse recital foi sensacional é subestimá-lo". O leque de suas atividades então se expandiu febrilmente, sendo conhecido como um profissional de energia inesgotável. Participou de encenações teatrais, compôs trilhas sonoras para filmes e peças de teatro, passou a dar aulas de música antiga na Universidade de Leicester, foi convidado por Thurston Dart para ensinar instrumentos de sopro antigos no King's College de Londres, aprofundou seus estudos de musicologia, organizando centenas de edições, formou um trio com sua namorada Gillian Reid (com quem casou em 1966) mais Christopher Hogwood, iniciando uma série de recitais e palestras pelo Reino Unido, participou como convidado do London Medieval Group de Gilbert Reaney, e no fim da década de 1960 sua reputação estava solidamente firmada no Reino Unido, especialmente no campo da música pré-barroca.
Um dos eventos mais importantes nesta fase foi a fundação em 1967 do conjunto The Early Music Consort, que se tornou muito influente, junto com Hogwood ao cravo e percussão, James Bowman como contratenor, Oliver Brookes na viola da gamba, Robert Spencer ao alaúde e canto (como barítono), e com a participação frequente da convidada Mary Remnant na rabeca. Munrow se encarregava da direção musical e de vários instrumentos, especialmente a flauta doce e o krumhorn, divulgando um repertório que ia de Leonin a Haendel, ocasionalmente interpretando obras contemporâneas compostas especialmente para o grupo. No primeiro ano de existência o conjunto deu poucos recitais, mas o nome de Munrow se projetou internacionalmente a partir de 1968, após firmar um contrato com a BBC que previa a produção de filmes e resultaria numa longa série de 655 programas radiofônicos próprios e com convidados, incluindo entrevistas, recitais, palestras e conteúdos diferenciados para crianças e adultos. Essa programação teve uma importância decisiva para ampliar exponencialmente o público da música antiga e também o ajudou a estabelecer importantes parcerias novas, incluindo gravadoras, lançando em curto espaço de tempo mais de 50 álbuns, muitos deles com The Early Music Consort, mas também como convidado de diversos outros conjuntos, como The Young Tradition, especializado em música folclórica, o Deller Consort de Alfred Deller, The Monteverdi Choir and Orchestra de John Eliot Gardiner, The Academy of St. Martin-in-the-Fields de Neville Marriner, e o Musica Reservata, de Michael Morrow.
Apesar do grande êxito profissional, sua vida privada não ia muito bem. Munrow passou a sofrer de depressão e provavelmente a perda de seu pai e seu padrinho, aos quais era muito ligado, mais o excesso de trabalho, tenham acentuado as pressões, levando-o ao suicídio por enforcamento em 1976. Foi homenageado em muitos obituários, unânimes em reconhecer seu talento, sua virtuosidade, sua versatilidade, seu entusiasmo, seus vastos conhecimentos, seu papel de primeiro plano da divulgação da música antiga, a profunda influência que exerceu sobre toda uma geração de músicos, e seu protagonismo no movimento de recuperação das práticas autênticas de interpretação da música antiga.

## Legado
O músico Oliver Brookes afirmou que depois de dez anos de marcante presença no mundo musical seu desaparecimento deixaria um vácuo difícil de ser preenchido. O músico James Taylor disse que "seu talento, sua energia e sua verve eram ilimitados, trazendo para um campo até então dominado por amadores um brilhante profissionalismo que se tornou a marca registrada do Early Music Consort. É difícil descrever o sentimento de perda pessoal produzido pela sua morte, assim como é difícil imaginar o mundo musical sem ele". O cantor James Bowman disse que ele mais do que nenhum outro foi responsável pela valorização da voz do contratenor. Para o musicólogo Andreas Holschneider, "ele foi um homem excepcional. Como nenhum outro que conheci, ele sabia trazer a música da Idade Média e da Renascença de volta à vida e torná-la convincente em nosso mundo, tão diferente daqueles. Com o estudo das fontes primárias como ponto de partida, ele tinha a rara habilidade e o raro entendimento necessários para se tornar excelente tanto como musicólogo quanto como intérprete, e foi um homem que irradiava uma extraordinária energia e intensidade musical". No testemunho do produtor musical da EMI John Willan, "dentro do estúdio sua eficiência e sua atenção ao detalhe eram uma constante, assim como sua musicalidade e virtuosidade. Essas características eram superadas apenas por sua energia e entusiasmo inesgotáveis, que capturavam a todos os envolvidos na sessão. [...] Acima de tudo, David era amado por todo mundo. Seu charme, seu senso de humor e brincadeira, seu intelecto aguçado, farão falta para todos em Abbey Road. De minha parte, eu perdi um grande artista e um amigo diletíssimo".
Desde a época de Munrow os estudos especializados sobre a música antiga se multiplicaram e trouxeram uma massa de novos conhecimentos para o campo, tornando em muitos casos sua abordagem ultrapassada. Além disso, questiona-se até que ponto algumas das suas ideias eram realmente originais e não simples adaptações de pesquisas alheias, e alguns críticos o acusam de prestar excessiva atenção ao lado comercial do espetáculo. Contudo, a ilustre reputação que construiu em vida permanece hoje em grande parte intacta, e segundo Edward Breen, a maioria dos críticos atuais reconhece seu papel de um dos principais renovadores do campo, sem dúvida de todos o mais popular e provavelmente o mais influente, e mesmo que os padrões para a música antiga tenham mudado, o que ele fazia nos anos 1970 indiscutivelmente era visto naquela década como novo, convincente e excitante, sendo uma referência para muitos outros músicos. Para muitos críticos, ele foi o último dos grandes pioneiros. Depois dele o caminho estava definitivamente aberto, e a música antiga entrou para o mainstream. Escrevendo em 2012 no The Guardian, o crítico Tom Service disse que seu espírito de aventura, de descoberta, seu radicalismo, que catalisaram a atenção de vastas audiências e provocaram um escândalo entre os conservadores, fazem falta no mundo musical contemporâneo, domesticado por um excesso de academismo, afirmando que suas gravações continuam sendo testemunhos valiosos e inspiradores de uma visão original e renovadora da música antiga, que como poucas possibilita penetrar naquele domínio preservando um senso de vitalidade, atualidade e mesmo de diversão, e que sua carreira de múltiplas e altamente qualificadas realizações o coloca na posição de um dos maiores músicos eruditos do século XX. Phil Hebblethwaite, em matéria de 2016 para a BBC, recordou sua vasta influência, exercida principalmente através de seus programas de rádio, que marcaram toda uma geração de ouvintes e atraíram milhões de pessoas para um repertório até então mal conhecido, mal interpretado e pouco apreciado.